# هاجر الخطيب
هاجر الخطيب (2000 - 29 مايو 2011)، طفلة سورية. تقطن الرستن في أرياف حمص، اغتالتها قوى الأمن السورية يوم الأحد 29 مايو 2011 الموافق 26 جماد الآخرة 1432 هـ. حينما كانت تستقل حافلة المدرسة قافلة إلى بيتها إبان الاحتجاجات العارمة المطالبة بإسقاط النظام والتي عمت غالب المدن السورية. وأصيب معها عدد من الأطفال الذين كانوا برفقتها في الحافلة منهم 5 من إخوتها وأبناء عمومتها. وسبق اغتيال هاجر الخطيب حادثة مماثلة وهي حادثة اعتقال الطفل حمزة الخطيب وتعذيبه حتى الموت مما أجج الاحتجاجات المنهاضة لحكم بشار الأسد.